# Jaden Hendrikse
Pas d'image ? Cliquez ici

a Compétitions nationales et continentales officielles uniquement.

b Matchs officiels uniquement.
Dernière mise à jour le 26 novembre 2024.
Jaden Hendrikse, né le 23 mars 2000 à Durban (Afrique du Sud), est un joueur sud-africain de rugby à XV évoluant au poste de demi de mêlée. Il évolue avec la franchise des Sharks, et la province des Natal Sharks depuis 2020.
Il est le frère aîné du demi d'ouverture Jordan Hendrikse.

## Carrière

### En club
Jaden Hendrikse est né à Durban, où il commence à jouer au rugby à XV lors de son enfance. Il rejoint ensuite la Glenwood High School (en) où, en plus du rugby, il pratique également le cricket à un bon niveau.
À côté du lycée, il représente dans un premier temps la sélection régionale des Border Bulldogs dans les catégories des moins de 12 et 13 ans. Il dispute avec cette équipe la Craven Week, en catégorie des moins de 13 ans, en 2013. Il représente ensuite sa province natale du KwaZulu-Natal, lorsqu'il rejoint l'académie des Natal Sharks,. Il dispute notamment le championnat provincial des moins de 18 ans.
Grâce à ses performances dans les catégories jeunes, il est retenu dans l'effectif de la franchise des Sharks pour le Super Rugby Unlocked (en) en octobre 2020,. Il ne dispute toutefois aucune rencontre.
Il fait finalement ses débuts professionnels avec les Natal Sharks en décembre 2020 dans le cadre de la Currie Cup. Il commence la saison dans un rôle de remplaçant de Sanele Nohamba, avant de prendre petit à petit de l'importance, jusqu'à prendre une place de titulaire pour la finale de la compétition (perdue par son équipe). 
En 2021, il est dispute la Pro14 Rainbow Cup avec les Sharks, mais rate le début de saison à cause d'une blessure. Après son retour à la compétition, il s'impose rapidement comme le titulaire du poste, et se fait remarquer par la qualité de ses performances,. En mai 2021, il prolonge son contrat avec les Sharks jusqu'en 2023. Avec sa franchise, il affronte à deux reprises les Lions britanniques à l'occasion de leur tournée en Afrique du Sud. Lors du premier match, il impressionne les observateurs, malgré la large défaite de son équipe. Son deuxième est cependant beaucoup plus difficile, dans la mesure où il reçoit un carton rouge pour un coup de coude sur un joueur au sol, à un moment où son équipe était à égalité avec les Lions,.

### En équipe nationale
Jaden Hendrikse joue avec l'équipe d'Afrique du Sud scolaire en 2017.
Ensuite, il joue avec l'équipe d'Afrique du Sud des moins de 20 ans dans le cadre du championnat du monde junior 2019. Il dispute cinq matchs (et inscrit 38 points) lors de la compétition, qui voit son équipe terminer à la troisième place,. Par ses bonnes performances, il est considéré comme l'un des meilleurs joueurs de la compétition, et se voit par la suite être élu révélation du tournoi,,. À la fin de l'année, il joue également pour les moins de 19 ans sud-africains, à l'occasion d'une tournée en Géorgie.
En août 2021, il est sélectionné pour la première fois avec les Springboks par le sélectionneur Jacques Nienaber pour préparer le Rugby Championship. Il est alors le quatrième demi de mêlée du groupe derrière Faf de Klerk, Cobus Reinach et Herschel Jantjies. Le 23 août 2021, il profite de la blessure de De Klerk, puis celle au dernier moment de Jantjies pour intégrer la feuille de match en tant que remplaçant pour affronter l'Argentine à Port Elizabeth. Il connait donc sa première sélection lorsqu'il entre en jeu à huit minutes de fin du match, et il inscrit son premier essai dans les derniers instants de la rencontre. Une semaine plus tard, lors de sa deuxième sélection, il se blesse gravement au genou peu de temps après être entré sur le terrain, et doit être évacué sur civière. Il est remplacé en sélection par un autre demi de mêlée des Sharks, Grant Williams.

## Palmarès

### En club
- Finaliste de la Currie Cup en 2020-2021 avec les Natal Sharks.